# تئودور پیکادو میچالسکی
تئودور پیکادو میچالسکی (انگلیسی: Teodoro Picado Michalski؛ زاده ۱۰ ژانویهٔ ۱۹۰۰ – درگذشته ۱ ژوئن ۱۹۶۰) سیاستمدار اهل کاستاریکا بود. وی از ۸ مه ۱۹۴۴ تا ۲۰ آوریل ۱۹۴۸ رئیس‌جمهور این کشور بود.
تئودور پیکادو میچالسکی در ۱ ژوئن ۱۹۶۰، در سن ۶۰ سالگی درگذشت.